# Лоренс, Тимоти
Сэр Ти́моти Джеймс Гамильтон Ло́ренс (англ. Sir Timothy James Hamilton Laurence; род. 1 марта 1955, Камберуэлл, Южный Лондон) — британский вице-адмирал (30.04.2007). Второй супруг принцессы Анны, единственной сестры Карла III.

## Биография
Родился 1 марта 1955 года в Камберуэлле Южного Лондона.
Окончил Университетский колледж Даремского университета по военно-морской науке (бакалавр географии с отличием). Там он редактировал студенческую газету «Palatinate» и был капитаном колледжской команды по крикету.
В 1973—2011 годах — на службе в Королевском военно-морском флоте Великобритании. Лейтенант (март 1977).
Шталмейстер королевы в 1986—1989 годах (тогда он познакомился со своей будущей супругой Анной).
Вице-адмирал (30.04.2007), контр-адмирал (05.07.2004), коммодор (06.1998), капитан (30.06.1995), коммандер (1988).
С 12 декабря 1992 года в браке с принцессой Анной. Совместных детей нет.
С 1 августа 2004 года — адъютант Её Величества.